# ピエトロ・ボセリ
ピエトロ・ボセリ（Pietro Boselli、1988年3月12日 - ）は、イタリアの男性モデル。

## 来歴・人物
イタリアのヴェネト州ヴェローナ県ネグラール出身。6歳のときに地元のスカウトに見出され、アルマーニのモデルの仕事を開始。
機械工学の研究生としてロンドン大学に在籍する傍ら、数学講師として教鞭をとっていた。
2014年に女子生徒がFacebookに投稿したことがきっかけにメディアに取り上げられ、「世界一魅力的な数学教師」として話題となった。
博士号取得後、2014年いっぱいで数学教師を辞め、現在はモデルの仕事に専念している。
ロンドン大学1年生の時には学部内の最優秀学生に与えられる奨学金を受けている。また、2014年にはヨーロッパフィットネスモデル大会で1位になり、ボディビルの大会（WBFF）への出場歴もある。